# Adam Młodzianowski
Adam Młodzianowski (ur. 14 sierpnia 1917 w Kaliszu, zm. 15 kwietnia 1985 w Londynie) – polski artysta plastyk, zajmował się grafiką książkową, drzeworytem, aranżacją wnętrz muzealnych, oraz powstaniec warszawski.

## Życiorys
Urodził się w rodzinie ziemiańskiej, osiadłej na ziemi kaliskiej od XIX w. Jego rodzicami byli Tomasz i Maria z d. Skórzewska. W 1934 złożył egzamin dojrzałości w Państwowym Gimnazjum im. Tadeusza Kościuszki w Kaliszu. Edukację artystyczną prawdopodobnie rozpoczął w Warszawie. Odbył tam podczas okupacji niemieckiej tajne studia drzeworytu u Tadeusza Cieślewskiego (syna) i grafiki użytkowej u Tadeusza Gronowskiego i Bonawentury Lenarta. Dzięki temu szybko, bo już w 1945 uzyskał dyplom ukończenia studiów w krakowskim Państwowym Instytucie Sztuk Plastycznych.
Należał do Grupy 9. Grafików, z którą wystawiał swoje prace (głównie drzeworyty), przez cały okres jej istnienia (1947–1960). Był długoletnim wykładowcą i profesorem Akademii Sztuk Pięknych w Krakowie.
Opracował graficznie liczne pozycje książkowe i nutowe dla Polskiego Wydawnictwa Muzycznego w Krakowie, a także – Wydawnictwa Literackiego i Wydawnictwa „Arkady”. Był również twórcą wielu ekslibrisów, sporządzonych techniką drzeworytu, a nawet pocztówek świątecznych – wielkanocnych i bożonarodzeniowych. Za swoją bogatą gatunkowo twórczość otrzymał szereg nagród i wyróżnień na wystawach i konkursach sztuki w Polsce i za granicą.
Stworzył kilka wystaw, które należą do najważniejszych osiągnięć w jego dorobku. Na Zamku Królewskim na Wawelu były to: „Skarbiec koronny" (1960), „Zbrojownia" (1963), „Wschód w zbiorach wawelskich" (1965) oraz „Wawel zaginiony" (1975). Ponadto zaaranżował wnętrza muzealne w zamku w Baranowie Sandomierskim (1967), wystawy stałe pt. „Przemiany stylowe w sztuce europejskiej od wczesnego średniowiecza do połowy wieku XIX" na zamku w Pieskowej Skale (1970) oraz „Broń w dawnych wiekach" w Wielkim Refektarzu zamku w Malborku (1970) i renesansowym ratuszu w Tarnowie, mieszczącym Muzeum Okręgowe (1972). W 1970 przedstawił w Londynie wystawę „Tysiąc lat sztuki w Polsce”. Ekspozycje muzealne na Wawelu i zamku w Pieskowej Skale realizował w ścisłej współpracy z prof. Jerzym Szablowskim, ówczesnym dyrektorem obu placówek. Zaprojektował również wnętrza Muzeum Karola Szymanowskiego w willi „Atma” w Zakopanem. Oprócz praktycznej działalności na polu wystawiennictwa muzealnego, zajmował się także zagadnieniami teoretycznymi z tej dziedziny. Napisał kilka rozpraw na ten temat.
Jego autorstwa było opracowanie plastyczne filmu dokumentalnego Straż wawelskiego skarbca, wyprodukowanego  w 1968. Reżyserem i scenarzystą obrazu był Zbigniew Bochenek.
Na cztery dni przed wprowadzeniem w Polsce stanu wojennego wyjechał z rodziną do Wielkiej Brytanii. Początkowo zamierzał wrócić do kraju, jednak dramatyczne wiadomości dochodzące z Polski skłoniły go zmiany decyzji i pozostania w Anglii. Nie wykluczał tego, że już na zawsze. Tak też się stało, zmarł bowiem w Londynie w 1985.

### Małżeństwo
Podczas wojny ożenił się z Marią Anną. Miał z nią syna – Rafała (ur. 23 czerwca 1943).

## Wybrana twórczość

### Drzeworyty
- Fryderyk Chopin, lata 40. XX w.
- Teatr, 1948
- Huta w Węgierskiej Górce, 1949
- Mościce, 1949
- Kalisz, 1949
- Jelenia Góra, 1949
- Radiofonizacja wsi, ok. 1950
- Fregata
- Driady i Pan
- Planety, lata 60. XX w. – cykl
- Ptaki, lata 60. XX w.
- Konstrukcja, 1964
- Dwie gracje, 1965

### Ekslibrisy
- Ex Libris Mieczysława Wejmana
- Ex Libris Gianni Mantero
- Ex Libris Edwarda Pierzynki
- Ex Libris Jacka i Jolanty
- Ex Libris Ewy Kotuli
- Ex Libris Jerzego Szablowskiego
- Ex Libris Eli Bagier
- Ex Libris F. Ścibałły
- Ex Libris Józefa Szmidta

### Plakaty
- IIe Festival International de Musique Contemporaine – Varsovie 1958 („Warszawska Jesień”), 1958

### Ilustracje i opracowania graficzne książek
- Dziewięciu grafików (okładka), aut. Andrzej Banach, wyd. Towarzystwo Miłośników Książki, 1948
- O ilustracji, aut. Andrzej Banach, wyd. Wydawnictwo M. Kot, 1950
- Od Katowic do Stalinogrodu (okładka), aut. Stanisław Ziemba, wyd. Wydawnictwo Literackie, 1953
- Muzyka polskiego Odrodzenia, aut. Józef Chomiński, wyd. PWM, 1953
- Igrce w Barbakanie (okładka), aut. Adam Polewka wyd. Wydawnictwo Literackie, 1953
- 13 portretów śląskich (okładka), aut. Wilhelm Szewczyk, wyd. Wydawnictwo Literackie, 1953
- Mozart (okładka), aut. Stefan Jarociński, wyd. PWM, 1954
- Tematy muzyczne w plastyce polskiej, aut. Andrzej Banach, wyd. PWM, 1956
- Polskie kolędy i pastorałki – Antologia, oprac. Ewa Grotnik, wyd. PWM, 1957 – wspólnie z Władysławem Dulębą
- Pamiętniki (obwoluta), aut. Ignacy Jan Paderewski, wyd. PWM, 1961
- Harnasie Karola Szymanowskiego, aut. Jarosław Iwaszkiewicz, wyd. PWM, 1964
- Muzyka w miniaturze polskiej, aut. Zofia Rozanow, wyd. PWM, 1965
- Zbiory Zamku Królewskiego na Wawelu, wstęp – Jerzy Szablowski, wybór zdjęć – Andrzej Fischinger, Jerzy Szablowski, wyd. „Arkady”, 1969
- Etiudy na fortepian – 1 (okładka), opr. Wiera Sawicka, Gabriela Stempniowa, wyd. PWM, 1973
- Zbigniew Drzewiecki, aut. Stefan Kisielewski, wyd. PWM, 1973

## Nagrody i wyróżnienia
- I nagroda na wystawie „Salon Zimowy”, 1947
- Nagroda Ziemi Krakowskiej, 1950
- II nagroda w dziale grafiki użytkowej na wystawie „Polskie Dzieło Plastyczne w XV-lecie PRL”, 1961
- Medal brązowy na Międzynarodowej Wystawie Exlibrisu, Paryż, 1962